# Це безглузде кохання
«Це безглузде кохання» (англ. Crazy, Stupid, Love) — американська романтична комедія 2011 року.

## Сюжет
Кел та Емілі одружені вже двадцять років. Вона рішуча і вольова, він — несміливий і безхребетний. Вона — ефектна жінка в повному розквіті сил, він — звичайна офісна «сіра миша» чоловічої статі. Зрештою Емілі все це набридає, і в пік «кризи середнього віку» вона вимагає від нього розлучення — вільна Емілі вирушає будувати своє життя, а морально знищений Кел змушений витримувати масні жарти колег і напиватися в барі. Одного вечора його зустрічає там красень і улюбленець жінок Джейкоб — повна протилежність Кела. Слово за слово і Джейкоб вирішує допомогти нещасному — бере його під своє крило, вчить поводитись з жінками, ходити в спортзал і взагалі стежити за своєю зовнішністю, виліплюючи з Кела справжнього плейбоя. Та попри зовнішні зміни Кел досі любить Емілі, яку до того ж часто бачить, бо у їхнього спільного сина розпочинаються підліткові проблеми з жіночою статтю — малий закохується у свою няню. Тепер для Кела настає час пустити свої нові знання і вміння в дію…

## В ролях
- Стів Карелл в ролі Кела Вівера
- Раян Ґослінґ в ролі Джейкоба Палмера
- Джуліанн Мур в ролі Емілі Вівер
- Емма Стоун в ролі Ханни
- Маріса Томей в ролі Кейт
- Кевін Бейкон в ролі Девіда Ліндгагена
- Джон Керролл Лінч в ролі Берні Райлі
- Джош Ґробан в ролі Річарда
- Аналі Тіптон в ролі Джесіки Райлі
- Джона Бобо в ролі Роббі Вівера
- Джої Кінг в ролі Моллі Вівер
- Крістал Рід в ролі Емі Джонсон
- Ліза Лапіра в ролі Ліз